# Crocidura turba
Crocidura turba es una especie de musaraña (mamífero placentario de la familia Soricidae).

## Distribución geográfica
Se encuentra en África: Angola, Burundi, Camerún, República Centroafricana, República del Congo, República Democrática del Congo, Guinea Ecuatorial, Gabón, Kenia, Malaui, Ruanda, Sudán del Sur, Tanzania, Uganda y Zambia.